# Lounsburyia
Lounsburyia is een geslacht van vliesvleugeligen uit de familie Aphelinidae. De wetenschappelijke naam van dit geslacht is voor het eerst geldig gepubliceerd in 1961 door Compere & Annecke.

## Soorten
Het geslacht Lounsburyia omvat de volgende soorten:
- Lounsburyia affinis Compere & Annecke, 1961
- Lounsburyia trifasciata (Compere, 1925)